# Talislanta
(tagline dal sito ufficiale)
Talislanta è un gioco di ruolo fantasy scritto da Stephen Michael Sechi, con suggerimenti significativi di stile dall'artista P.D. Breeding-Black, pubblicato inizialmente nel 1987 dalla Bard Games.

## Ambientazione
Le influenze dichiarate da Sechi come influenza principale dell'ambientazione sono principalmente il Ciclo della Terra Morente di Jack Vance. Altri influenze citate includono i viaggi di Marco Polo, quelli di Francis Burton, La ricerca onirica dello sconosciuto Kadath e numerose altre opere fantasy e di fantascienza dell'era delle riviste pulp. Rick Swan ha dichiarato: "E come se H. P. Lovecraft avesse scritto Alice nel paese delle meraviglie, con Hans Christian Andersen e William S. Burroughs come consiglieri tecnici" ("It's as if H. P. Lovecraft had written Alice in Wonderland, with Hans Christian Andersen and William S. Burroughs as technical advisors.")
Il materiale pubblicato dettaglia principalmente il continente di Talislanta del mondo di Archeus, sede di numerose dozzine di razze e popoli molto distinti tra loro, tra cui Cymrilian, Gnorl e Xambrian.  Queste razze e culture sono completamente aliene o simili a culture terrestre standard in altre ambientazioni fantasy dell'epoca. Da cui lo slogan,  "No Elves!" ("Niente elfi"), negli inserti pubblicitari della sua prima edizione, che asserivano quanto limitata fosse l'influenza Tolkieniana sull'ambientazione.
Nel lontano passato Talislanta era governato dagli Archaen, una razza di stregoni decadenti che abitavano in città volanti e usavano i loro straordinari poteri principalmente per piacere e divertimento. L'uso azzardato di poteri arcani pericolosi è instabili fu probabilmente la causa di un indebolimento della struttura dimensionale, che causò la devastazione magica conosciuta come "il grande disastro". il disastro frantumò l'antica società Archeana e le sue conseguenze si fecero sentire su tutto il continente di Talislanta. Molte razze contemporanee sono discendenti della razza Archeana, "Neomorfi" creati con mezzi magici o una delle manciate di razze misteriose ancora più antiche delle Archeane.
Il continente è ricco di magia e forze arcane sono in uso comune in ogni strato sociale delle sue molte culture. Probabilmente i maggiori utilizzatori sono i popoli di Cymril, che fondarono i Sette Regni (spesso il punto di partenza del gioco), ma viene affermato molte volte che le capacità magiche degli Archaen erano molto superiori. Gli Archaen possedevano gli equivalenti magici di navi spaziali, parchi della realtà virtuali, stazioni spaziali e altri congegni tipici del mondo moderno, ma basati sulla magia. Intrepidi avventurieri trovano a volte nelle rovine lasciati da questi avanzati artefatti.
Il tono dell'ambientazione varia, è tetra in alcuni luoghi, comico in altre. Alcune aree sono devastate dalla guerra, con sopravvissuti che cercano di arrivare fino al giorno successivo, altre sono decadenti, con abbondanza di ricchezze, magia e tempo libero e i cui abitanti sono diventati meschini e cavillosi (in un riferimento a Vance, come sopra).
È stato riportato che è molto comune per giocatori e master nuovi all'ambientazione avere la sensazione che l'ambiente sia troppo vasto e viene consigliato che i giocatori si concentrino su una singola regione prima di muoversi verso altre. Questa tattica per lo sviluppo del gioco viene incoraggiata nelle edizioni più recenti, in cui il materiale dell'ambientazione e dei personaggi è diviso secondo le principali aree geografiche del continente.

## Sistema di gioco
I personaggi sono definiti da "attributi" e "abilità", quando un personaggio tenta un'azione il valore numerico dell'attributo e abilità pertinente è aggiunto al risultato del tiro di un singolo dado a venti facce. Il risultato viene incrociato su una tabella (la "action table") ottenendo uno dei cinque possibili risultati: Mishap, Failure, Partial Success, Full Success or Critical Success ("disastro", "fallimento", "successo parziale", "successo completo" e "successo critico").
La creazione del personaggio è gestita offrendo una lista di archetipi da cui scegliere. Le prime edizioni del gioco offrivano diverse dozzine di archetipi, che arrivarono a oltre un centinaio nelle edizioni successive. Ogni archetipo rappresentava una personalità di avventuriero particolare di una certa cultura, con un nome colorito come "Cymrilan Rogue Magician", "Jaka Beastmaster" e "Mandalan Mystic Warrior". Ogni archetipo offre tutte le informazioni rilevanti necessarie per iniziare a giocare il personaggio, inclusi attributi, abilità, equipaggiamento. Il giocatore può fare solo alcune personalizzazioni minori. Il regolamento non si sforzava molto di bilanciare il livello degli archetipi e molti sono chiaramente più potenti di altri. La motivazione data era che era più importante presentare personaggi fedeli all'ambientazione piuttosto che fossero ugualmente potenti dal punto di vista meccanico.
Nella quinta edizione, per creare classi più bilanciate, venne usato un sistema di generazione del personaggio più tradizionale.

## Storia editoriale
Molte delle idee e concetti che sarebbero divenuti parte integrante di Talislanta comparvero per la prima volta in un precedente gioco di ruolo scritto da Stephan Michael Sechi nel 1983, Arcanum, conosciuto anche come The Atlantis Trilogy.
La prima edizione di Talislanta venne pubblicata nel 1987 dalla Bard Games, una compagnia in parte fondata da Sechi stesso. La Bard Games pubblicò una seconda edizione riveduta nel 1989 e una serie di supplementi culminanti nella ora ufficialmente non canonica serie Cyclopedia. Comunque l'ultima Cyclopedia fu pubblicata nel 1990 e la Bard Games cessò di esistere poco dopo.
La Wizards of the Coast, all'epoca una giovane compagnia entrata da poco nell'industria del gioco, acquisì la licenza per Talislanta e pubblicò una terza edizione nel 1992 (in parte scritta da Jonathan Tweet, che anni dopo avrebbe scritto la 3ª edizione di Dungeons & Dragons). Venne annunciato un ambizioso programma editoriale, inclusa una trilogia di avventure che avrebbe portato i giocatori attraverso gli eventi della "Rivolta dei Sub-Uomini". Ma la Wizards trovò il successo con  Magic: l'Adunanza e cessò tutti i progetti di giochi di ruolo per concentrarsi sul loro gioco di carte collezionabile.
Nell'ultimo supplemento per  Talislanta pubblicato dalla Wizards nel 1994 venne annunciato che la Daedalus Entertainment, una piccola compagnia che aveva attratto l'attenzione con la pubblicazione del gioco  Feng Shui, avrebbe pubblicato una nuova edizione nel giro di un anno, scritta dal noto autore di giochi Robin Laws. Ma la Daedalus fallì prima che la sua edizione venisse pubblicata.
La compagnia successiva a tentare di rivivificare Talislanta fu la Pharos Press (conosciuta anche come Plaid Rabbit) che annunciò la pubblicazione di un numero speciale per la commemorazione del decimo anniversario del gioco nel 1997. Nonostante le promesse iniziali, la pubblicazione venne sempre più ritardata e anni dopo l'anniversario non era ancora stata pubblicata. . Sebbene una manciata di copie dimostrative dell'edizione Pharos vennero infine distribuite, Sechi (che aveva mantenuto il controllo creativo del gioco in tutte le edizioni) rescisse la licenza con Pharos e annunciò che questa era nuovamente disponibile.
A questo punto entrò in scena la Shooting Iron, una piccola compagnia grafica che avevano fornito dei lavori alla Pharos. In gran parte nel tempo libero e senza remunerazione , la Shooting Iron trasformò le bozze dell'edizione dell'anniversario nella quarta edizione di Talislanta, pubblicando nel 2001 la più grossa collezione di regole e background per Talislanta in un singolo volume. La Shooting Iron pubblicò quindi nel 2003, The Midnight Realm, il primo nuovo supplemento per  Talislanta.
Nel 2004 la Morrigan Press acquisì la licenza di Talislanta e pubblicò diversi manuali per il gioco, inclusa un'edizione d20 System all'inizio del 2004. Nel 2006 Morrigan annunciò la futura pubblicazione della quinta edizione di Talislanta e i primi volumi del nuovo regolamento vennero pubblicati all'inizio del 2007. Il libro base finale della quinta edizione venne pubblicato nell'agosto 2007 (A Gamemaster's Guide to Talislanta). Sfortunatamente la Morrigan fallì nel 2008.

## Francia
La Ludopathes Éditeurs acquisì nel 2004 la licenza per produrre un'edizione francese basata sulla quarta edizione. Nel 2005 venne pubblicato uno starter kit, seguito nel settembre 2005 da un manuale di regole e uno schermo per il master, Les Secrets du Faucheur a inizio 2006. Nel luglio 2006 venne pubblicata una campagna originale, Les Chroniques Lunaires : Phandir. A fine 2006 venne pubblicato un manuale sull'Omniverso Le Guide des Sphères e una serie di libretti in formato PDF che fornivano le regole per creare personaggi di diversi luoghi del continente. Seguirono altri manuali, nel 2007 Les Terres de l'Ouest, un sourcebook che dettagliava la parte occidentale del continente, nel gennaio 2008 Les Diables des Mers, un manuale sui popoli che navigavano nei mari del sud. L'ultimo capitolo della campagna Les Chroniques Lunaires: Zar, situata nelle terre occidentali venne pubblicata nel gennaio 2009.

## Italia
La 3d6 Editoria ha pubblicato nel 1997 Talislanta Guida del Viaggiatore, una traduzione del regolamento della terza edizione.

## Germania
La Fantasywelt Verlag pubblicò nel 1991 un'edizione tedesca delle regole della seconda edizione (Spielerhandbuch und Leitfaden für den Spielleiter), insieme a due supplementi Talislanta Die Flora und Fauna nel 1991 e Die Chroniken von Talislanta nel 1992.

## Situazione attuale
Alla data di luglio 2011, tutti i titoli di Talislanta, la maggior parte dei titoli dalla prima alla quinta edizione sono disponibili in download gratuito dalla home page di Talislanta.